# Uthlandfriesisches Haus

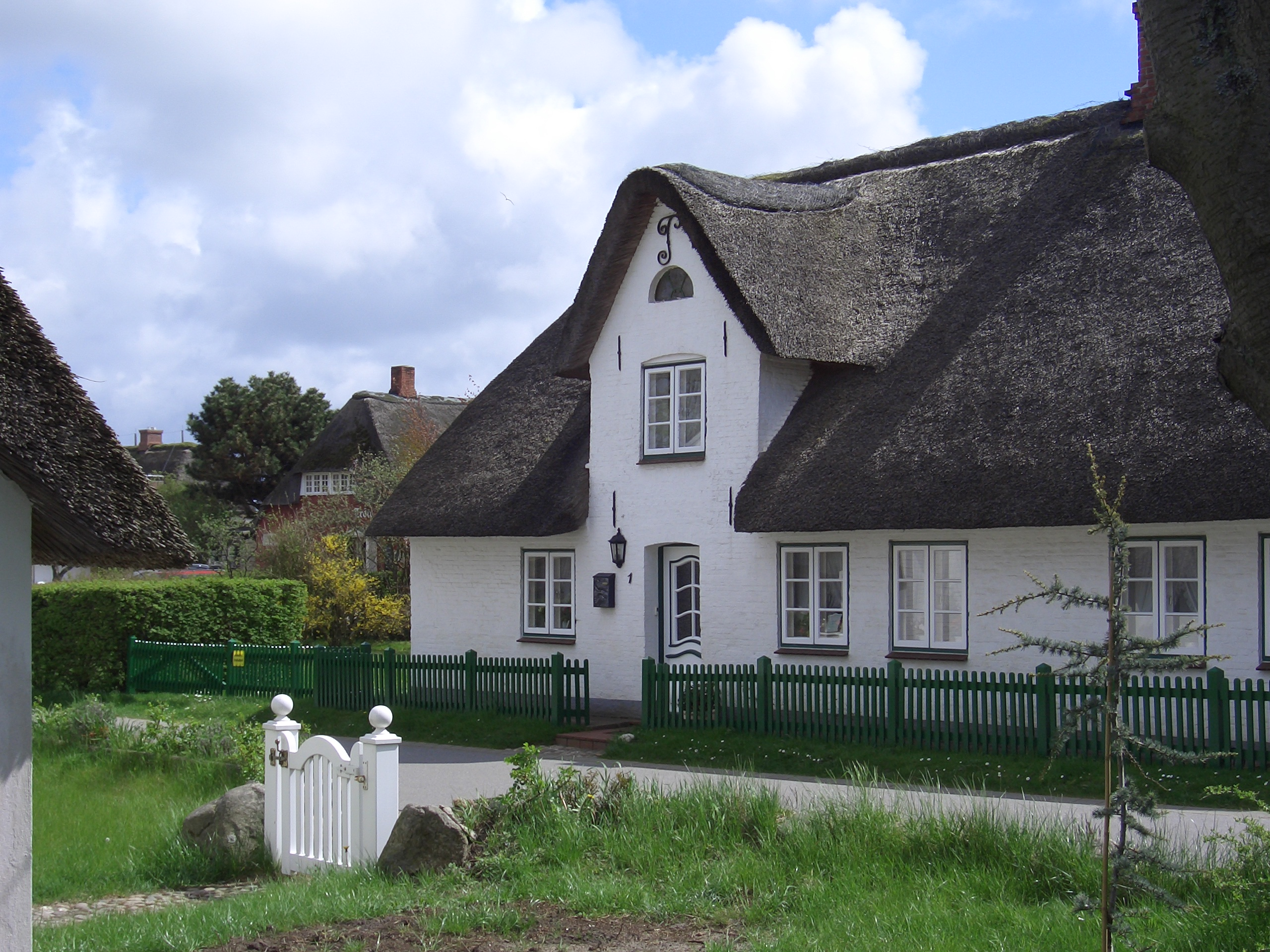
Uthlandfriesisches Haus in Nebel (Amrum) mit Zwerchgiebel über dem Eingang

Das uthlandfriesische Haus (auch uthländisches Haus, umgangssprachlich auch Friesenhaus genannt), eine Sonderform des Geesthardenhauses, ist ein Haustyp, der jahrhundertelang in den nordfriesischen Uthlanden, d. h. auf den Inseln, Halligen und in den Marschgebieten der Gegend, vorherrschend war.

## Bauweise
Die Häuser haben die Besonderheiten aller Frieslandhäuser: das – häufig weiß getünchte – Mauerwerk besteht aus rotem Ziegelstein, und sie haben ein Reetdach sowie weiß-, blau- oder grüngestrichene Fensterrahmen und Türen. Die an die frühmittelalterlichen Langhäuser erinnernden Gebäude waren ursprünglich relativ klein und mit einem inneren Holzgerüst versehen. Sollten die massiven Küstenstürme Dach und Wände schwer beschädigen, so bot die innere Struktur den Bewohnern weiterhin einen gewissen Schutz. In den Uthlandhäusern waren Stall und Wohnraum innerhalb eines Gebäudes untergebracht.
Die Gebäude sind entlang einer Ost-West-Achse gebaut, um dem meist aus West kommenden Wind eine möglichst geringe Angriffsfläche zu bieten. Die Eingänge zu Stall und Wohnräumen befinden sich im windgeschützten Süden. Da das Haus konstruktionsbedingt in der Größe beschränkt ist, finden sich oft weitere angrenzende Stallgebäude. Auffallend ist dabei, dass alle Gebäude eines solchen Ensembles ihre Eingänge an derselben Seite haben. Besonders auffällig ist dies auf den Halligen. Da in den betreffenden Gegenden Viehwirtschaft und Seefahrt als Erwerbszweige vorherrschten, waren große Lagerräume für die Ernte nicht notwendig, so dass die uthlandfriesischen Häuser dafür außer dem Dachboden auch keinen Raum bieten.

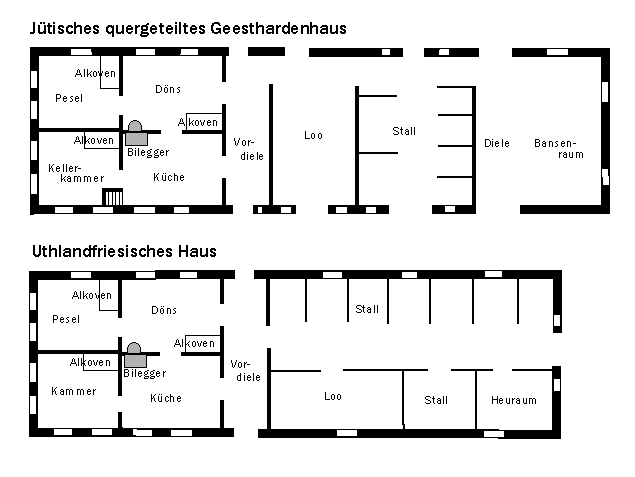
Raumaufteilung des uthlandfriesischen Hauses im Vergleich

Im Unterschied zu den Geesthardenhäusern auf dem Festland weisen die so genannten uthlandfriesischen Häuser einen spitzen Giebel über der Eingangstür auf, welcher sich bis knapp unter den First erstreckt. Die Friesenhäuser des Festlandes haben einen breiteren, weniger spitzen Giebel (Backengiebel). Diese Giebel (breit oder spitz) wurden angelegt, damit bei einem Feuer das brennende Reet des Daches nicht vor die Eingangstür rutscht, sondern durch den Giebel gelenkt rechts und links davon herabfällt. Der Rettungsweg bleibt somit stets frei.
Die Statik dieser Häuser beruht auf einem Ständerwerk, das bedeutet, dass die Last des Daches und des Heubodens auf hölzernen Ständern ruht, die innerhalb der nichttragenden Außenmauern liegen. Die Außenmauern dienen somit nur dem Wetterschutz und konnten somit aus statischer Sicht relativ schwach ausgelegt werden. Da Inseln und Halligen weitgehend baumlos waren, nutzte man für das Holzständerwerk oftmals Strandgut wie angetriebene Schiffsmasten und Planken.
Das Fundament der in der Regel nicht unterkellerten Häuser besteht aus Feldsteinen. In einigen Häusern befindet sich unter der Küche ein nicht begehbarer Vorratsraum, der mit Feldsteinen ausgemauert in den Boden eingelassen ist und als Kühl- und Vorratskammer diente.
Ein weiteres Merkmal der uthlandfriesischen Häuser ist die Klöntür. Diese Tür ist horizontal zweigeteilt, so dass die obere Hälfte allein geöffnet werden kann, zum Beispiel um zu lüften. Die geschlossene untere Hälfte verhinderte, dass Kleintiere, die oft rund ums Haus gehalten wurden, in die Stube gelangen konnten. Durch die somit halb geöffnete Tür ließ sich vortrefflich mit den Nachbarn schwatzen. Schwatzen = Plattdeutsch „Klönen“, daher der Name dieser Türart.
Gut erhaltene und typische Uthlandhäuser finden sich beispielsweise auf der Hallig Langeneß mit den Häusern Tadsen (erbaut 1741) und Sönnichsen (heute Herberge des Heimatmuseums), auf Sylt mit dem Altfriesischen Haus sowie auf Amrum mit dem Öömrang Hüs. Das 1617 erbaute Haus Olesen, nach Abriss und Wiederaufbau heute in Wyk auf Föhr, ist das älteste erhaltene Haus dieses Typs und gehört heute ebenfalls zu einem Heimatmuseum.
Auch das Freilichtmuseum Molfsee bei Kiel zeigt uthlandfriesische Häuser wie das von Lorens de Hahn aus Westerland, das zerlegt und dort wieder aufgebaut worden ist.